# Garret Dillahunt
Garret Lee Dillahunt (Castro Valley, California; 24 de noviembre de 1964) es un actor estadounidense. Está casado con la actriz Michelle Hurd. Uno de sus papeles más conocidos es el de Burt Chance, en la sitcom de Fox, Raising Hope y como John Dorie en la serie apocalíptica Fear the Walking Dead

## Biografía
Garret L. Dillahunt nació en Castro Valley, California y creció en Selah, Washington. Su hermano, Eric, ha fallecido.
Se graduó de la Universidad de Washington con una licenciatura en periodismo y recibió su M.F.A por actuación de postgrado en la Universidad de Nueva York del Programa de Actuación en Tisch School of the Arts.

### Carrera
Después de pasar años en Broadway, comenzó a actuar en televisión y en cine. Ha aparecido como regular en varias series de corta duración en la cadena ABC y Showtime, y fue artista invitado en series de televisión como Expediente X y NYPD Blue entre otros, antes de personificar dos personajes muy diferentes en la serie de HBO Deadwood: Jack McCall en 2004 y Francis Wolcott en 2005. Más tarde tuvo un papel recurrente en USA Network, Los 4400.
Dillahunt retratado a Steve Curtis durante tres temporadas en ER (2005-2006). Entre sus papeles se encuentran Dr. Michael Smith de John from Cincinnati, John Henry —también conocido como Cromartie— en Terminator: The Sarah Connor Chronicles, Romano Nevikov —un gánster ruso— en Life, y Turner Mason —un asesino paralizado— en la serie Mentes criminales. Actuó en el final de la temporada de Burn Notice que se emitió el 4 de marzo de 2010, después repitió el papel en la cuarta temporada de la serie.
Dillahunt apareció en películas como El asesinato de Jesse James por el cobarde Robert Ford', No Country for Old Men, La carretera, Winter's Bone, The Last House on the Left, la película de terror indie Burning Bright.
Se anunció el 20 de agosto de 2009 que Dillahunt se enfrentaría con Rosie Perez en un episodio —«Hardwired»— de la Law and Order: Special Victims Unit en un episodio sobre la pedofilia.

## Distinciones
Garret fue objeto de una atención favorable en septiembre de 2009 de la revista Esquire.

## Filmografía
- Millennium (serie de televisión) 1998
- El creyente (2001) – Billings.
- Leap Years (2001) – Gregory Paget.
- A Minute with Stan Hooper (2003) – Lou Peterson.
- CSI: Crime Scene Investigation (2003) - Luke (Temporada 3 Episodio 18: Precious Metal).
- Deadwood (2005) – Francis Wolcott, Jack McCall.
- ER (2005-06) – Steve Curtis.
- The 4400 (2005-06) – Matthew Ross.
- The Book of Daniel (2006) – Jesus.
- No Country for Old Men (2007) – Deputy Wendell.
- John From Cincinnati (2007) – Dr. Smith.
- Damages (2007) – Marshall Phillips.
- El asesinato de Jesse James por el cobarde Robert Ford (2007) – Edward T. Miller.
- Life (2007–2009) – Roman Nevikov.
- Pretty Bird (2008) – Carson Thrash.
- John's Hand (2008) – John.[7]
- Terminator: The Sarah Connor Chronicles (2008) – George Lazlo, Cromartie, John Henry.
- Water Pills (2009) – Hall.[8]
- The Last House on the Left (2009) – Krug.
- Criminal Minds (2009) – Mason Turner.
- The Road (2009) – Gang.
- Burning Bright (2009) – Johnny Gavineau.[9]
- Lie to Me (2009) – Eric Matheson.
- CSI: Nueva York (2009) Steve Collins/Informador.
- White Collar (2009) – Gregory Aimes.
- Burn Notice (2010) – Simon Escher.
- Winter's Bone (2010) – Sheriff Baskin.[10]
- One Night Only (2009) – Richard.[11]
- Oliver Sherman (2010) – Sherman Oliver[12]
- Unbound Captives (2010) – Jack Dearborn[13]
- The Mourning Portrait (2010) - Creepy, Uncle.[14]
- Raising Hope (2010 - 2014) – Burt Chance.
- Hand of God (TV Series)2015 (TV Series)[15]
- Alphas (2011) – Jonas.[16]
- The Gifted (2017) - Roderick Campbell
- Wheelman (2017)
- Fear the Walking Dead (2018-2021) - John Dorie (temporada 4-6)
- Army of the Dead (2021) - Martin
- A Million Miles Away (2023) - Frederick W. Sturckow[17]
- Hasta el fin del mundo (2023) - Alfred Jeffries[18]